# Smaragd
Smaragd, Szmaragd – imię męskie pochodzenia łacińskiego, oznaczające "szmaragd". Patronem tego imienia jest św. Smaragd (Szmaragd), wspominany razem ze św. Cyriakiem i Largusem.
Smaragd, Szmaragd imieniny obchodzi 8 sierpnia.
Żeński odpowiednik: Esmeralda